# Rovinka
Rovinka es un municipio del distrito de Senec en la región de Bratislava, Eslovaquia, con una población estimada a final del año 2024 de 6322 habitantes.
Se encuentra ubicado al sureste de la región, en el valle del río Morava y cerca de la frontera con la región de región de Trnava y con Austria.

## Demografía
| Año        | 1994 | 2004    | 2014      | 2024      |
| ---------- | ---- | ------- | --------- | --------- |
| Población  | 1216 | 1368    | 3021      | 6322      |
| Diferencia |      | +12,5 % | +120,83 % | +109,26 % |

| Año        | 2023 | 2024    |
| ---------- | ---- | ------- |
| Población  | 6099 | 6322    |
| Diferencia |      | +3,65 % |